# La palizada (vals peruano)
«La palizada» es un vals peruano de la Guardia Vieja escrito y compuesto por Alejandro Ayarza Morales, conocido como Karamanduka, a inicios del siglo XX.

## Descripción
La canción retrata la vida jaranera y desenfrenada de "La Palizada", un grupo bohemio de finales del siglo XIX, creado durante la época de la Reconstrucción Nacional tras la Guerra del Pacífico, y que fue liderado, entre otros, por Alejandro Ayarza, el último de sus miembros al ser el más joven. Ayarza la compuso como condición para obtener su libertad en una ocasión que estuvo preso en la Prefectura de Lima.
Posteriormenre Pedro Bocanegra adaptó la música de «La palizada» a una letra suya, «Un niño de quinqué».
En 1911 fue grabada en vinilo bajo el sello Columbia por el dúo criollo Montes y Manrique, la que parece ser la primera versión de esta canción en ser publicada.
La canción, compuesta en versos endecasílabos, ha ido mutando y se le han agregado estrofas nuevas o se han modificado algunas otras.
Al ser una de los valses peruanos más representativos, ha sido interpretada por diversos grupos y cantantes del género criollo, como Los Morochucos, el conjunto Fiesta Criolla, Los Troveros Criollos, Jesús Vásquez, Alicia Lizárraga, La Limeñíta y Ascoy, Panchito Jiménez, Rafael Matallana, entre otros.